# Bleu du Maine

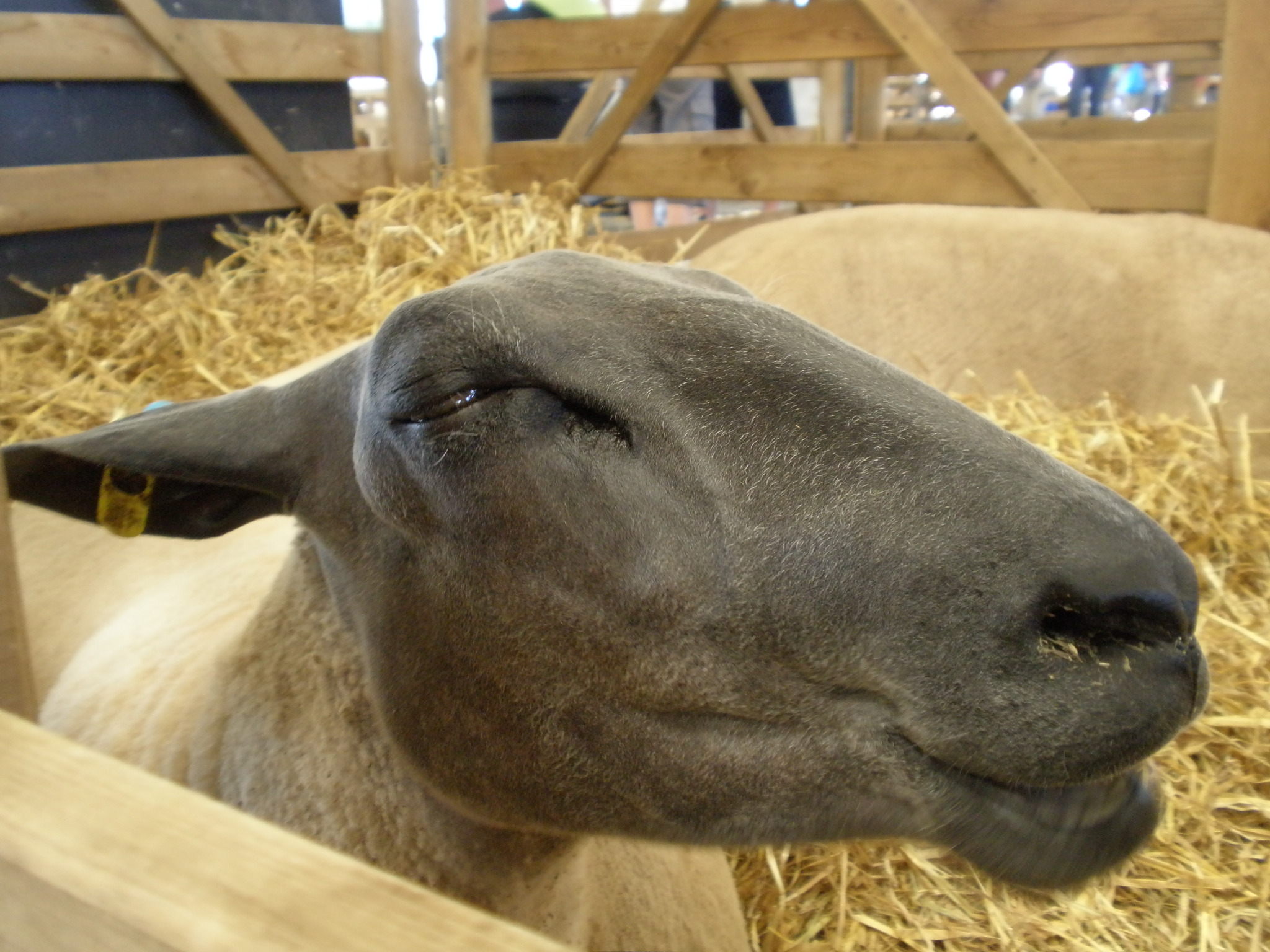
Kopfstudie

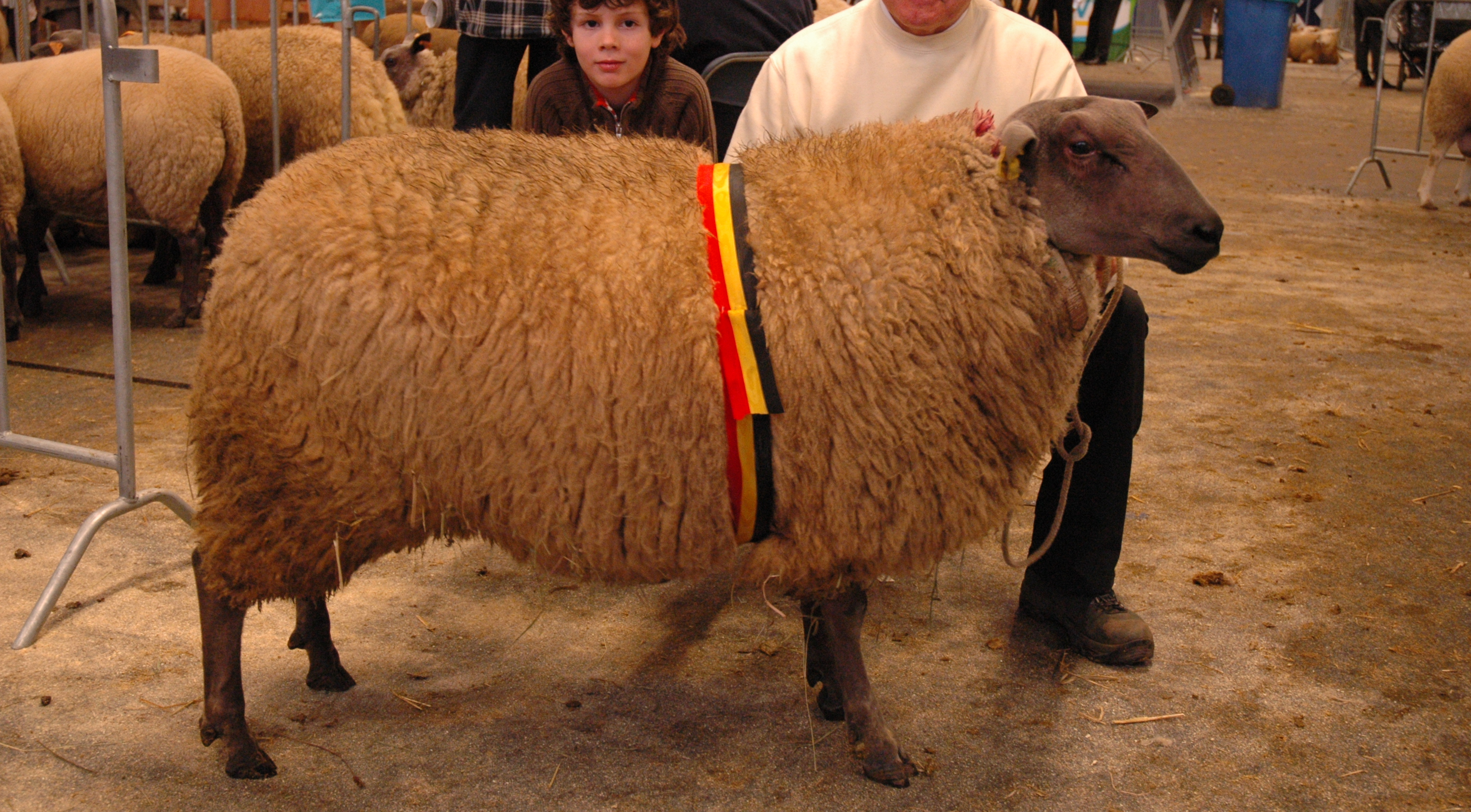
Auf einer Leistungsschau ausgezeichnetes Bleu du Maine

Das Bleu du Maine, auch Blauköpfiges Fleischschaf genannt, ist eine ursprünglich aus Frankreich stammende Fleischschafrasse. Namensgebend ist die Farbe des Kopfes: Er ist wie die Beine schiefer- bis taubenblau, während die Schleimhäute schwarz sind. Beide Geschlechter sind hornlos.
Bleu du Maines werden überwiegend in Frankreich und in Deutschland gehalten.

## Merkmale
Das Bleu du Maine ist eine großwüchsige Schafrasse mit einer weißen Wolle. Der Kopf ist unbewollt. Auch die Beine sind ab Vorderknie und ab dem Sprunggelenk jeweils ohne Wolle. Zu den Merkmalen dieser Rasse gehören die schmalen, hoch angesetzten und aufrecht stehenden Ohren.
Die Böcke erreichen eine Widerristhöhe zwischen 85 und 90 Zentimetern und wiegen zwischen 110 und 130 Kilogramm. Die Schafe sind mit einer Widerristhöhe zwischen 80 und 85 Zentimetern geringfügig kleiner als die Böcke und erreichen ein Gewicht von 80 bis 90 Kilogramm. Die jährliche Wollmenge beträgt zwischen 4 und 6 Kilogramm bei einer Stapellänge von acht bis zehn Zentimetern.
Verglichen mit dem in den Niederlanden gezüchteten Texelschaf, das ebenfalls zu den Fleischschafrassen zählt, aus ähnlichen englischen Fleischschafrassen gezüchtet wurde und wie das Bleu du Maine für die Koppelschafhaltung geeignet ist, ist das Bleu du Maine frühreifer und hat bei gleicher saisonaler Fortpflanzung eine größere Anzahl von Lämmern. In der Fleischqualität und der Gewichtszunahme sind beide Rassen vergleichbar.

## Geschichte
Das Ursprungsgebiet der Rasse liegt im Westen Frankreichs in den Departements Maine et Loire, Mayenne und Sarthe. Dort wurden im Zeitraum zwischen 1855 und 1880 einer heute ausgestorbenen Marschschafrasse, dem Choletais-Schaf, englische Fleischrassen eingekreuzt. Dabei handelt es sich unter anderem Leicester-Longwool-Schafe, die ursprünglich vom britischen Viehzüchter Robert Bakewell auf ihre Fleischleistung züchterisch selektiert worden waren, sowie um Wensleydale-Schafe. In Frankreich wurde die erste Züchtergesellschaft 1927 gegründet, ein Herdbuch gibt es seit 1938. Eine gezielte Zucht dieser Rasse wird in Deutschland seit den 1970er Jahren betrieben. 1994 wurden knapp 5000 Bleu du Maines in Deutschland gehalten, vom ähnlichen Texelschaf dagegen 200100 Tiere.

## Einzelbelege
1. 1 2 3 4   Oklahoma State University, Department of Animal Science zum Bleu du Maine, aufgerufen am 26. Mai 2015
2. 1 2 3   Hans Hinrich Sambraus: Farbatlas Nutztierrassen: 250 Rassen in Wort und Bild. Eugen Ulmer Verlag, Stuttgart 2001, ISBN 3800132192. S. 133
3. ↑   Hans Hinrich Sambraus: Farbatlas Nutztierrassen: 250 Rassen in Wort und Bild. Eugen Ulmer Verlag, Stuttgart 2001, ISBN 3800132192. S. 103